# Cima Vaccaro
La Cima Vaccaro o Monte Vaccaro (1958 m s.l.m.) è una montagna delle Prealpi Bergamasche posta in Val Seriana, in provincia di Bergamo.

## Descrizione
Situato all'inizio del crinale che funge da spartiacque tra la Valcanale e la valle Nossana, e che attraverso il Monte Secco, la Cima del Fop e la Cima di Valmora, culmina con il Pizzo Arera (2512 m.s.l.m.). 
Si presenta con ripidi pendii erbosi nel suo versante meridionale rivolto verso la val Fontagnone, tradizionale luogo di alpeggio con tre baite, mentre il versante settentrionale è molto più impervio e solcato da numerosi canaloni.

## Sentieristica
Il percorso principale che porta alla vetta è il Sentiero 241 che risale il versante da Parre.

## Geologia
La roccia prevalente è di tipo calcareo, in particolare affiorano le formazioni
del Calcare metallifero bergamasco e del Calcare di Esino. 

## Galleria d'immagini

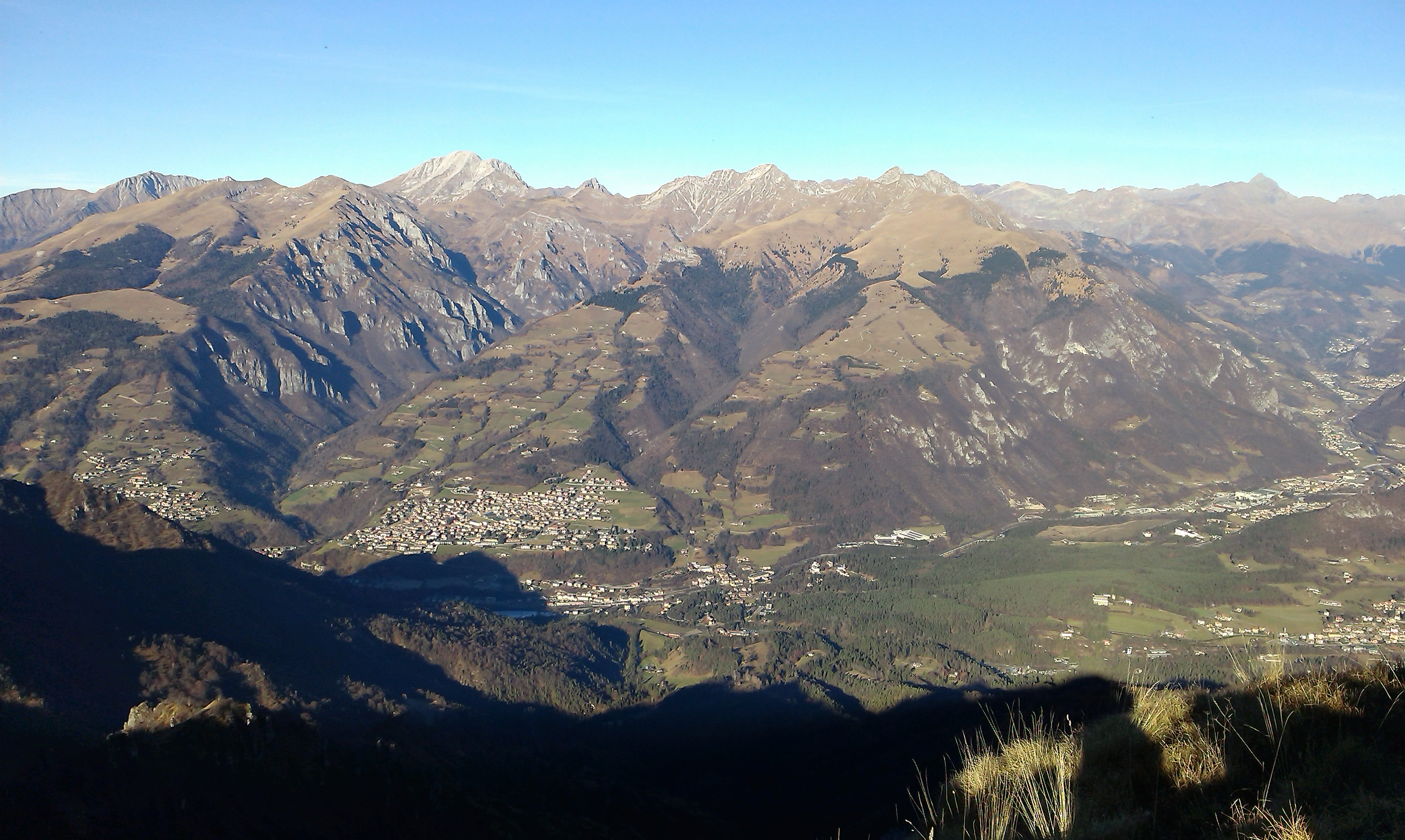
Media Valle Seriana. Il monte Grem (a sinistra) e Parre con monte Vaccaro e monte Secco (a destra). Alle loro spalle, il pizzo Arera. Vista dalla cima del pizzo Formico